# 規律訓練型権力
規律訓練型権力（きりつくんれんがたけんりょく）とは、人々を統合・訓練することによって秩序をコントロールしようとする権力。

## 概要
監獄において、囚人が看守に監視されていると感じていれば看守は囚人を管理できる。しかし、看守の存在が明確に示されなくとも、囚人は看守の監視の視線を徐々に内面化させ、看守が不在であったとしても架空の視線に怯えて暮らさねばならなくなる。つまり、自分で自分を監視するようになる。近代以前においては、監視者は常に被監視者の視界にいなくてはならなかったが、近代ではむしろ監視者が不在で、被監視者が監視者の視線を内面化することによって権力がより効率よく作用する。これが規律訓練（discipline＝しつけ）である。規律訓練によって権力が内面化され、物理的な強制力がなくても人々を権力にとって都合よく動かせるようになる。規律訓練型権力は監獄に限らず、学校や病院、工場、軍隊などの施設にも応用されており一般的に運用されている。